# Iancu Marghiloman
Iancu Marghiloman (n. 1817, Vernești, Buzău, Țara Românească – d. ?) a fost un mare arendaș din Țara Românească, tată al prim-ministrului României, Alexandru Marghiloman.
Proveniența averii sale nu este cunoscută cu siguranță, dar se știe că a moștenit o parte din ea din familie (unchiul lui era șetrar), dar o altă parte a fost agonisită prin căi neortodoxe, inclusiv prin câștiguri la jocuri de noroc cu mize mari. În 1840, la doar 23 de ani, Marghiloman deținea moșii la Fundeni-Zărnești (județul Buzău) și Putineiu (județul Ilfov), și era „prezident al maghistratului” (primar) în Buzău. În acest post a fost găsit de Revoluția din 1848, când Nicolae Bălcescu l-a găsit „foarte reacționar..., stăvilind administrația în lucrarea ei” și l-a înlocuit în funcție cu Ghiță Dăscălescu. Deși se opunea obiectivelor social-economice ale Revoluției, Iancu simpatiza cu anumite aspecte ale curentelor politice reformiste. Astfel, în 1849 adăpostea pe moșia lui pe revoluționarul polonez Emanuel Droholowski, care se ascundea de represiunea țaristă în zona Vintilă-Vodă, iar în 1859 Iancu s-a numărat printre partizanii unirii țării lui cu Moldova.
În 1850, s-a căsătorit cu Irina Isvoranu, fiica unui boier din județul Olt, prin care avea să devină cumnat cu Cezar Bolliac. Din căsătoria lor avea să se nască în 1854 Alexandru Marghiloman, viitor prim-ministru al României în timpul Primului Război Mondial.
Despre Iancu Marghiloman, Duiliu Zamfirescu avea să scrie: „colon californian, arendaș, antreprenor, vânător de Bărăgan, jucător de cărți, prefect – în cele mai bune relații cu lumea din București; miniștri, deputați și senatori, și cu lumea din provincie; alegători, subprefecți, hoți de cai”.